# Jan Donimirski (1898–1974)
Jan Donimirski h. Brochwicz (ur. 15 września 1898 w Tylicach, zm. 1974 w Oświęcimiu) – polski rolnik i ziemianin, porucznik kawalerii rezerwy Wojska Polskiego, kawaler Orderu Virtuti Militari.

## Życiorys
Urodził się w rodzinie Bolesława Donimirskiego h. Brochwicz (1871–1931) i Zofii z Działowskich h. Prawdzic (1876–1945). Był bratem Jerzego Mariana, Marii (ur. 1899), Haliny (ur. 1901) i Zofii (1904–1985).
W 1916 zdał egzamin maturalny w szkoły średniej w Berlinie. W styczniu 1917 został wcielony do niemieckiego 4 pułku strzelców konnych i w jego szeregach walczył na frontach I wojny światowej. W marcu 1919, po zwolnieniu z wojska, włączył się do organizowania Straży Obywatelskiej na terenie powiatu grudziądzkiego. 
W sierpniu tego roku wstąpił do Wojska Wielkopolskiego i otrzymał przydział do 3 pułku ułanów wielkopolskich. Brał udział w rewindykacji Pomorza. W wojnie polsko bolszewickiej mianowany podporucznikiem i odkomenderowany do sztabu 7 Brygady Jazdy na stanowisko oficera ordynansowego. Wyróżnił się w bitwie pod Zółtańcami i za bohaterstwo w walce odznaczony został Krzyżem Srebrnym Orderu Virtuti Militari.
Po zakończeniu działań wojennych został zdemobilizowany i gospodarował w majątku Dembiniec w powiecie grudziądzkim. W 1927 kupił majątek Tarchalin i tam prowadził własne gospodarstwo rolne. 29 stycznia 1932 został mianowany porucznikiem ze starszeństwem z 2 stycznia 1932 i 5. lokatą w korpusie oficerów rezerwowych kawalerii. Posiadał wówczas przydział w rezerwie do 17 pułku ułanów. W 1934, jako oficer pospolitego ruszenia pozostawał w ewidencji Powiatowej Komendy Uzupełnień Jarocin. Posiadał przydział do Oficerskiej Kadry Okręgowej Nr VII. Był wówczas „przewidziany do użycia w czasie wojny”.
W 1939 walczył u  gen. Kleeberga. W zimie 1939, wysiedlony wraz z rodziną do Warszawy, pracował w administracji miasta. W latach 1941–1944 pełnił funkcję administratora majątków Czetwertyńskich w okolicach Suchowoli. Za współpracę z Armią Krajową został aresztowany przez Niemców i więziony na zamku w Lublinie. Skazany na śmierć - wyroku nie wykonano.
W 1945 powrócił do Wielkopolski i w latach 1945–1950 pełnił funkcję administratora Państwowego Gospodarstwa Rolnego i Stadniny Koni w Pępowie. Aresztowany na 8 miesięcy przez Urząd Bezpieczeństwa pod zarzutem „sabotażu”. W 1951 przeniósł się do Jeleniej Góry, a później do Oświęcimia, gdzie pracował w przedsiębiorstwach państwowych. Zmarł w Oświęcimiu, pochowany na starym cmentarzu miejskim.
Był żonaty z Haliną z Brodnickich h. Łodzia (1902–1981), z którą miał trzech synów: Andrzeja (ur. 28 lutego 1925, zm. 1 maja 2013), Zygmunta Konstantego (ur. 24 kwietnia 1928, zm. 2 lipca 2003) i Marka Remigiusza (ur. 1934).

## Ordery i odznaczenia
- Krzyż Srebrny Orderu Wojskowego Virtuti Militari nr 2347[a] (1921)[8][1]
- Krzyż Walecznych (dwukrotnie)[9][4]